# Abe Lincoln in Illinois
Abe Lincoln in Illinois ist eine US-amerikanische Filmbiografie von John Cromwell aus dem Jahr 1940 über Abraham Lincolns Jahre vor der Wahl zum US-Präsidenten. Das Drehbuch basiert auf dem Bühnenstück Abraham Lincoln in Illinois (Originaltitel: Abe Lincoln in Illinois) von Robert E. Sherwood, das 1939 mit dem Pulitzer-Preis ausgezeichnet wurde. 1946 kam eine um 27 Minuten gekürzte Fassung in die deutschen Kinos.

## Handlung
1831 verlässt der junge Abraham Lincoln sein Elternhaus. Seine erste Geschäftstätigkeit ist die Lieferung von Schweinen nach New Orleans. Auf der Reise dorthin lernt er in New Salem, Illinois, Ann Rutledge kennen. Nach dem getätigten Geschäft kehrt Lincoln wieder nach New Salem zurück. Er nimmt eine Stellung in dem Geschäft von Denton Offut an, verliebt sich in Ann und gewinnt die Anerkennung der Stadtbevölkerung. Ninian Edwards, der Führer der Whig-Partei, versucht ihn als Abgeordneten im Kongress zu gewinnen. Lincoln nimmt an und gewinnt die Wahl. Doch der Wahlsieg bedeutet ihm nichts, als Ann unerwartet stirbt. Die Trauer gibt ihm ein Gefühl von Verhängnis, seine politischen Ambitionen steckt er zurück. Am Ende der Legislaturperiode kehrt er ins Zivilleben zurück.
Lincoln lernt die couragierte und entschlossene Mary Todd kennen, die ihn zu einer Rückkehr in die Politik zu bewegen versucht. Lincoln, ein ausgesprochener Gegner der Sklaverei, befürchtet ein Zerbrechen der Union, sollte er seinen politischen Standpunkt betreffs der Sklaverei aufrechterhalten. Nach einem weiteren Besuch in New Salem ist Lincoln bereit, sich der politischen Herausforderung zu stellen. Lincoln und Mary heiraten.
Nach einigen Jahren geraten die Spannungen zwischen Nord- und Südstaaten an einen gefährlichen Punkt. Lincoln begegnet seinem alten Gegner Stephen Douglas, mit dem er sich leidenschaftliche Debatten liefert. Lincoln ist sich sicher, dass seine eigene Präsidentschaft zur Abspaltung der Südstaaten führen wird. Trotz seiner Vorbehalte nimmt er die Wahl zum Präsidenten der USA an und verlässt Illinois in Richtung Washington.

## Hintergrund
Raymond Massey, Howard Da Silva und Herbert Rudley traten in dem ursprünglichen Bühnenstück in den gleichen Rollen auf. Für Herbert Rudley war der Film sein Spielfilm-Debüt, für Ruth Gordon die zweite Rolle in einem Spielfilm. Da Silva war das dritte Mal Filmdarsteller, wobei seine ersten beiden Rollen keine Erwähnung in den Credits fanden. Raymond Massey verkörperte die Rolle des Abraham Lincoln noch zwei weitere Male: 1956 in einer Episode der Fernsehserie Ford Star Jubilee und 1962 in Das war der Wilde Westen. Charles Middleton, bekannt als Darsteller des Ming in den Serials um Flash Gordon, spielt hier eine kleine Nebenrolle als Tom Lincoln, dem Bruder Abraham Lincolns.
Regisseur John Cromwell hatte die gleiche Vorliebe wie Alfred Hitchcock, kleine Cameo-Auftritte in seinen Filmen zu machen. Hier tritt er als John Brown auf. Der Film entstand im US-Bundesstaat Oregon.

## Kritiken
Das Lexikon des internationalen Films bezeichnete den Film als „[e]ine aufrichtige, aber schwerfällige Biografie mit hölzern vorgetragenen Dialogen“. Für den Filmkritiker Leonard Maltin handelte es sich um eine „[e]rstklassige Americana“ und „stilsichere Geschichte von Lincolns Leben und Karriere“, die „wunderschön von Massey gespielt“ worden sei. Ruth Gordon unterstützte ihn dabei als Mary Todd auf herausragende Weise. Maltin verlieh dem Film vier von vier Sternen.

## Auszeichnungen
Oscarverleihung 1941
- Nominierung in der Kategorie Bester Hauptdarsteller für Raymond Massey
- Nominierung in der Kategorie Beste Schwarzweißkamera für James Wong Howe